# Jules Coelst

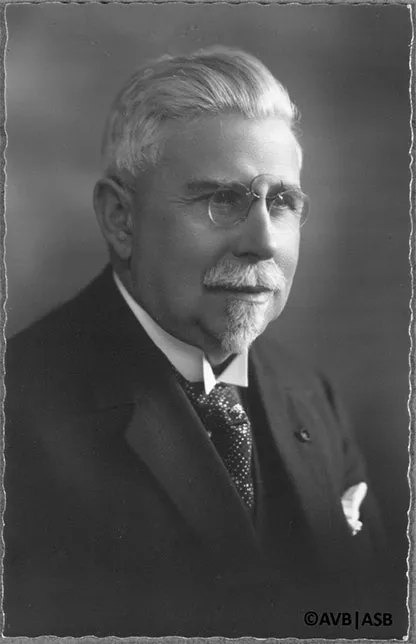
Portretfoto ca. 1930

Jules Emile François Coelst (Tienen, 11 februari 1870 – Brussel, 27 mei 1946) was een Belgisch volksvertegenwoordiger.

## Levensloop
Coelst was beroepshalve apotheker.
Hij was in de eerste plaats gemeentemandataris. In november 1895 werd hij gemeenteraadslid van Laken en van 1908 tot 1921 was hij er schepen. Na de fusie met Brussel, werd hij in 1921 raadslid en schepen van Brussel.
Van 1921 tot 1929 was hij ook provincieraadslid.
Van 1929 tot 1936 en van september 1944 tot aan de wetgevende verkiezingen van 1946 was hij volksvertegenwoordiger voor de katholieke partij.
Wanneer, in juni 1941, de Joseph Vandemeulebroek, burgemeester van Brussel, door de Duitsers wordt gearresteerd, wordt Jules Coelst plaatsvervangend burgemeester. In die hoedanigheid heeft hij het huwelijk tussen koning Leopold III en Lilian Baels voltrokken. Op vele manieren heeft Coelst zich moedig verzet tegen de Duitse wil. Hij weigerde de uitvoering van het Duitse bevel van 27 mei 1942 om Davidssterren aan de Joodse bevolking uit te delen. Als woordvoerder van de Brusselse Conferentie van Burgemeesters schreef hij aan de Oberfeldkommandantur:
Het is niet aan ons om met u in discussie te gaan over de opportuniteit van de tegen de joden getroffen maatregelen. Maar wij zien ons verplicht u mee te delen dat u niet van ons kunt eisen aan de uitvoering ervan mee te werken. Veel joden zijn Belgen, en we kunnen ons er niet toe brengen om deel te hebben aan een verordening die zo openlijk in strijd is met de waarde van ieder mens, wie hij ook is.
In zijn persoonlijk dagboek noteerde hij:
Zo naïef zijn we nu ook weer niet dat we niet beseften wat er aan de hand was: als men van de joden eist dat ze zich met een davidster uitdossen, is het om ze bij het eerste keerpunt te pakken te krijgen, en wel zonder uitzondering.
Hij weigerde de medewerking van de politie om Joodse burgers op te pakken voor opsluiting in de Dossinkazerne in Mechelen. 
Op 24 september 1942 fuseerde Brussel met de omliggende gemeentes tot Groot-Brussel, met de flamingant Jan Grauls als nieuwe burgemeester. Coelst was niet langer waarnemend burgemeester, maar zijn verzet werd niet vergeten: in 1944 werd hij gearrestateerd en geïnterneerd in Duitsland. Op 9 mei 1945 keerde hij terug uit gevangenschap, maar zijn broze gezondheid had geleden en hij overleed nauwelijks een jaar later.

## Publicaties
- Contre la flamandisation de Bruxelles par la contrainte, in: La Libre Belgique, 21/05/1932.
- Souvenirs sur Adolphe Max, in: La Revue belge, 1 en 15 maart 1940.

## Voetnoten
1. ↑  Mark Schaevers, Orgelman. Felix Nussbaum. Een schildersleven, 2014, p. 313